# 基斯通 (佛羅里達州)
基斯通（英語：Keystone）是位於美國佛羅里達州希爾斯波羅縣的一個人口普查指定地區。

## 地理
基斯通的座標為28°07′39″N 82°35′21″W / 28.12750°N 82.58917°W，而該地最高點為海拔高度12米（即39英尺）。

## 人口
根據2010年美國人口普查的數據，基斯通的面積為101.40平方千米，當中陸地面積為91.00平方千米，而水域面積為10.40平方千米。當地共有人口24039人，而人口密度為每平方千米237人。